# Монастырь Сакро-Конвенто
Монастырь Сакро-Конвенто в Ассизи (итал. Il Sacro Convento di S. Francesco in Assisi) — главный монастырь ордена францисканцев. Вместе с церковью Сан-Франческо входит в список Всемирного наследия ЮНЕСКО как часть комплекса францисканских святынь.
Францисканское братство воспринимает Сакро-Конвенто как духовный центр ордена, в то время как резиденцией официального главы является Рим.

## Территория
Основан на скалистом обрыве между долинами рек Тешо с севера и Сполето с юга за пределами черты средневекового города, на которой попросил похоронить себя святой Франциск. Центральное здание архитектурного ансамбля — знаменитая церковь Сан-Франческо в Ассизи с фресками Джотто, в нижнем ярусе которой покоится его тело. Строительство францисканского монастыря Сакро-Конвенто и обеих базилик Сан-Франческо в Ассизи началось в 1228 году, практически сразу после канонизации основателя ордена и уроженца этого города Святого Франциска. Под церковь была отведена земля, подаренная церкви Симоном ди Пукьярелло — это был холм на западе города, известный как «Адский холм» (Collo d’Inferno), так как там казнили преступников. (Сегодня его называют «райским холмом»). На эту гору в леса святой Франциск удалился умереть, не желая делать это в городских стенах. Этот участок земли был подарен ордену, но тогда ещё устав не позволял братьям иметь собственность — участок и построенная на нём церковь стали собственностью Ватикана и принадлежат ему по сей день.

## Строительство и состав комплекса

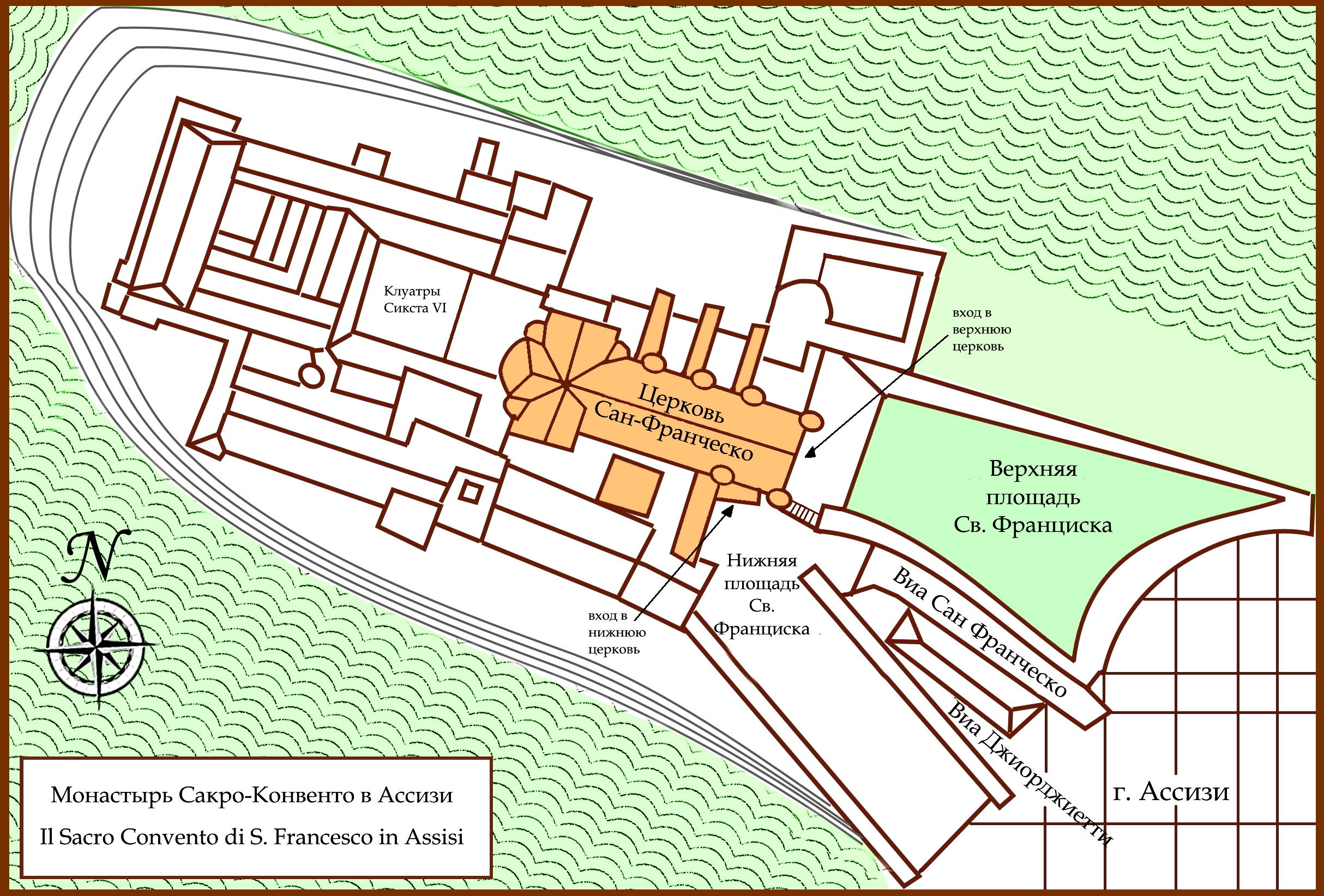
План монастыря

Историки в целом соглашаются, что строительство комплекса заняло примерно 11 лет и закончилось в 1239 году. Первоначально Сакро-Конвенто, возведённый под руководством брата Элии, включал помимо знаменитой базилики трапезную, дормиторий, капеллу, помещение для папы римского и скрипторий с библиотекой. Первые 200 лет своего существования монастырь соперничал с Сорбонной и Авиньоном по богатству своего собрания манускриптов.
В XV в. в правление папы Сикста VI монастырь был значительно расширен и стал использоваться как летняя резиденция понтификов. В XVII в. испанские короли пожертвовали ему значительные средства на возведение приюта для странников, что позволило принимать большой поток пилигримов.
Действующая монашеская община представляет собой обособленное подразделение Ордена Братьев Меньших Конвентуальных в форме генеральной кустодии. С 1971 года в монастыре также расположен теологический институт, собирающий с академической целью со всего мира студентов и учёных из трёх главных ветвей францисканского ордена, а также сестёр-францисканок (клариссинок).